# John Taffe
John Taffe (* 30. Januar 1827 in Indianapolis, Indiana; † 14. März 1884 in North Platte, Nebraska) war ein US-amerikanischer Politiker (Republikanische Partei). Zwischen 1867 und 1873 vertrat er den Bundesstaat Nebraska im US-Repräsentantenhaus.

## Werdegang
John Taffe besuchte die öffentlichen Schulen seiner Heimat und studierte anschließend Jura. Im Jahr 1856 zog er in das Nebraska-Territorium, wo er zwischen 1858 und 1859 Abgeordneter im territorialen Repräsentantenhaus war. Von 1860 bis 1861 war er Mitglied im Regierungsrat des Territoriums.
Während des Bürgerkrieges war Taffe Major der Unionsarmee. Nach dem Krieg kehrte er nach Nebraska zurück. 1866 wurde er als Abgeordneter in das US-Repräsentantenhaus gewählt. Dort löste er am 4. März 1867 Turner M. Marquett ab, der dieses Mandat nur zwei Tage lang ausgeübt hatte. Nachdem er in den Jahren 1868 und 1870 jeweils bestätigt wurde, konnte Taffe bis zum 3. März 1873 drei Legislaturperioden im Kongress absolvieren. Dort war er von 1871 bis 1873 Vorsitzender des Ausschusses, der sich mit der Verwaltung der US-Territorien befasste (Committee on Territories). In seine Zeit im Kongress fällt auch das Amtsenthebungsverfahren gegen Präsident Andrew Johnson, das im Repräsentantenhaus die erforderliche Mehrheit fand, während es im US-Senat an einer Stimme scheiterte.
Nach dem Ende seiner Zeit in Washington arbeitete John Taffe als Rechtsanwalt. Außerdem leitete er die staatliche Liegenschaftsbehörde (Receiver of Public Land Office) in North Platte. Dort ist er am 14. März 1884 auch verstorben.